# Шахдаг (гора)
Шахда́г (азерб. Şahdağ, Шах (царь), даг (гора), букв. Царь-гора; лезг. Шагьсув) — горная вершина в восточной части Большого Кавказа, в системе Бокового хребта, на территории Азербайджана. В 2012 году неподалёку был открыт Шахдагский зимне-летний туристический комплекс.

## Этимология
Топоним Шахдаг имеет персидско-азербайджанское происхождение, от персидского слова «شاه» [ʃɒːh] — «Шах» и азербайджанского слова «dağ» [dɑːʁ] -«гора». Некоторые южно-дагестанские языки, распространённые также и на севере Азербайджана, применяют этимологически тюркское слово «дагъ» в том же значении.

## Описание
Бурый Шахдаг без заснеженной вершины похож на огромный замок, вызывающий восхищение своей природой. Сложена в основном известняками и доломитами и имеет высоту 4243 м. Ландшафт представляют ледники, водопады и высокогорные луга.
В западной части Шахдагского массива, среди скал на высоте около 3700-3800 м расположены два озера, путь к которым лежит через западные «ворота» Шахдага. Это узкое ущелье, по которому стекает один из притоков реки Шахнабад. С этой стороны Шахдаг очень сильно, подвергаясь эрозии под воздействием ветра и осадков, разрушается. На высотах выше 3700 м имеются ледники. Площадь ледников в последнее десятилетие стремительно сокращается. На данный момент его площадь составляет 1,1 км².
Средние температуры января и июля и средне-годовая на различных высотах Шахдага:
- 1500 м — −7,0 и +17,5 +5,1
- 2500 м — −13,5 и +12 −0,8
- 3500 м — −19,5 и +5,3 −7,0
- 4243 м — −24,7 и −0,2 −12,5

Вечная мерзлота начинается на высоте 2500—2600 м.

## История восхождений

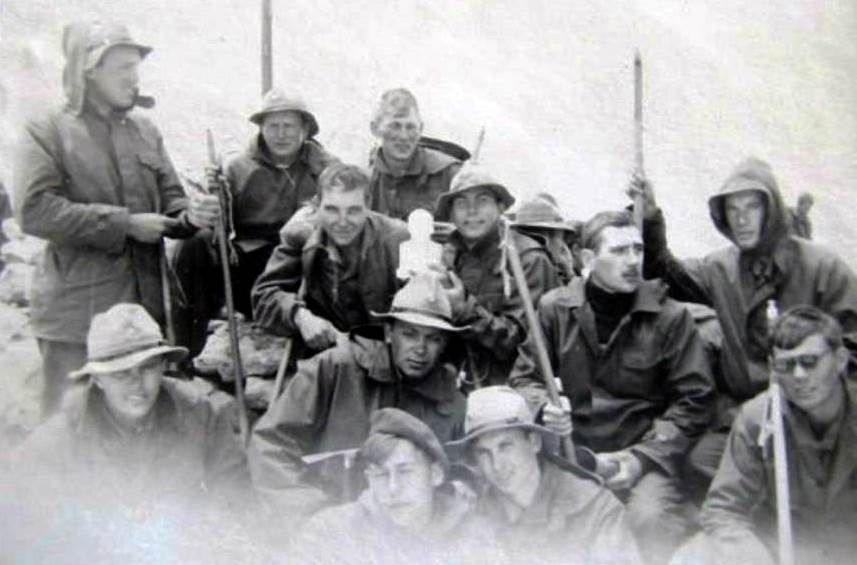
На вершине курсанты БВОКУ 1968 г.

В зимний сезон здесь наблюдаются низкие температуры воздуха, часто опускающиеся ниже минус 20 градусов по Цельсию, что приводит к замерзанию стометровых водопадов, стекающих со склонов горы, и превращению их в гигантские ледяные глыбы, по которым и совершают восхождение.
Первым на гору совершил восхождение Андрей Пастухов в 1892 году из ущелья Шахдаг.
Ежегодно с лета 1935 года по 1968 год сводная рота курсантов Бакинского пехотного училища позднее БВОКУ совершала восхождение на вершину Шах-Даг.
В 1966 году — О. Дроздовский, а в 1993 — Д. П. Шиянов совершили восхождение по разлому северо-восточной стены.
Каждый год местными альпинистами совершаются восхождения на вершину.

## Топографические карты
- Лист карты K-39-97 Хыналык. Масштаб: 1 : 100 000. Издание 1978 г.